# Dark City (1998)
Dark City is een sciencefictionfilm uit 1998 uit de Verenigde Staten van Alex Proyas met in een van de hoofdrollen acteur Kiefer Sutherland.

## Verhaal
In de stad wordt een man (John Murdoch) midden in de nacht wakker op een hotelkamer. Hij heeft zijn geheugen verloren en weet niet meer wie hij is. Het enige aanknopingspunt is een ansichtkaart van Shell Beach.
Dan gaat de telefoon, en iemand zegt hem dat hij moet vluchten. Dan ziet de man ook een toegetakeld lijk van een vrouw in zijn kamer. Hij vlucht, waarna hij wordt achternagezeten door vreemde bleke mannen in zwarte pakken: de Strangers. Deze hebben vreemde namen als Mr. Hand, Mr. Book, Mr. Rain en Mr. Wall. De man weet te ontkomen. Via de hotelklerk komt hij erachter dat hij John Murdoch heet en dat zijn portemonnee gevonden is bij een zogenaamde Automat (een cafetaria waar je uit de "muur" kunt eten).
Intussen wordt nachtclubzangeres Emma Murdoch (vertolkt door Jennifer Connelly) gevraagd de psychiater Dr. Schreber (Kiefer Sutherland) te ontmoeten omtrent haar man die wordt vermist. Schreber zegt dat John Murdoch een patiënt van hem is en dat hij mogelijk een psychotische aanval zou kunnen krijgen.
Bij de Automat komt John erachter dat hij over telekinetische gaven beschikt: hij kan zijn portemonnee pakken puur en alleen met gedachtekracht. Dan wordt hij aangehouden door twee agenten. Zij zoeken een seriemoordenaar die sekswerkers vermoordt. John wordt gered door een andere sekswerker: May. Shell Beach lijkt van belang te zijn, hij ziet de naam terug op een groot aanplakbiljet. Hij vindt dan ook krantenartikelen in zijn zak over de seriemoordenaar. De Strangers uit het hotel komen hem op het spoor en proberen hem te vermoorden. John slaagt er echter in een paar Strangers om te brengen en hij weet te ontkomen.
Zijn vrouw Emma is in het politiebureau en doet aangifte van de vermissing van haar man. Inspecteur Bumstead (William Hurt) vertelt haar dat John hoofdverdachte is als seriemoordenaar. Zij raadt hem aan met Dr. Schreber te gaan praten over John. Bumstead komt er dan achter dat Schreber voor de Strangers werkt, hij verwisselt herinneringen van de bewoners van de stad door ze 's nachts (als ze bewusteloos zijn) te injecteren met nieuwe herinneringen en een nieuwe identiteit. Ook blijken de Strangers in staat te zijn 's nachts het hele aanzien van de stad te veranderen: gebouwen verdwijnen in het niets terwijl andere in hun plaats verschijnen. Dit doen ze met gedachtekracht, ondersteund door onderaardse machinerieën. Nu zijn ze op jacht naar John Murdoch, zijn krachten verstoren het werk van de Strangers.
John gaat langs bij zijn oom Karl (John Bluthal) die degene is die hem de briefkaart van Shell Beach heeft gestuurd. Hij komt er dan achter dat zijn oom niet is wie hij beweert te zijn. Karl belt Emma en vertelt haar waar John is en dat John waanideeën heeft. John weet opnieuw te ontsnappen voordat Emma en Bumstead hem vinden. Opnieuw zitten de Strangers achter hem aan, maar Emma en Bumstead weten hem te redden uit de handen van de Strangers. Bumstead wordt dan door John overtuigd van de complotten die tegen de mensen worden gesmeed door de Strangers en als de Strangers dan aankomen bij het politiebureau weten ze te ontsnappen.
De Strangers ontvoeren Emma. John en Bumstead dwingen Schreber om hen naar Shell Beach te brengen. Dan vertelt Schreber eindelijk wat er allemaal aan de hand is. De inwoners van de stad zijn allemaal in de macht van de Strangers, een buitenaards ras dat met uitsterven wordt bedreigd. De Strangers manipuleren de herinneringen van mensen om er die ene persoon uit te filteren die ze kan redden van de ondergang.
Shell Beach blijkt niet echt te zijn. De stad blijkt een onderdeel te zijn van een groot ruimteschip. Alles komt tot een climax in een gevecht met de Strangers, waarbij Bumstead omkomt. De Strangers hebben Emma in gijzeling en daarmee dwingen ze John zich over te geven. Schreber krijgt dan van de Strangers de opdracht om John te hersenspoelen, maar in plaats daarvan implanteert Schreber bij John de benodigde kennis waarmee hij de ondergrondse machine die de stad bestuurt kan bedienen.
In een hevig laatste gevecht bevrijdt John Dr. Schreber en doodt de Strangers. Met behulp van de machine maakt hij een zee, een zon en ook Shell Beach. Dan ontwaken de bewoners van de stad. Emma heeft een nieuwe identiteit gekregen en ze heet nu Anna. John spoort haar op en samen vertrekken ze naar Shell Beach.

## Rolverdeling
| Acteur                | Personage                                   |
| --------------------- | ------------------------------------------- |
| Rufus Sewell          | John Murdoch                                |
| William Hurt          | Inspecteur Frank Bumstead                   |
| Kiefer Sutherland     | Dr. Daniel P. Schreber                      |
| Jennifer Connelly     | Emma Murdoch/Anna                           |
| Richard O'Brien       | Mr. Hand                                    |
| Ian Richardson        | Mr. Book                                    |
| Bruce Spence          | Mr. Wall                                    |
| Colin Friels          | Rechercheur Eddie Walenski                  |
| John Bluthal          | Karl Harris                                 |
| Mitchell Butel        | Officier Husselbeck                         |
| Melissa George        | May                                         |
| Frank Gallacher       | Hoofdinspecteur Stromboli                   |
| Ritchie Singer        | Hotelmanager/straatverkoper                 |
| Justin Monjo          | Taxichauffeur                               |
| Nicholas Bell         | Mr. Rain                                    |
| Satya Gumbert         | Mr. Sleep                                   |
| Noah Gumbert          | Mr. Sleep dubbelganger                      |
| Frederick Miragliotta | Mr. Quick                                   |
| Peter Sommerfeld      | Stranger                                    |
| Jones Timothy         | Stranger                                    |
| Jeanette Cronin       | Stranger                                    |
| Paul Livingston       | Assistent Stranger                          |
| Michael Lake          | Assistent Stranger                          |
| David Wenham          | Schrebers assistent                         |
| Alan Cinis            | Automat agent                               |
| Bill Highfield        | Automat agent                               |
| Terry Bader           | Mr. Jeremy Goodwin                          |
| Rosemary Traynor      | Mrs. Sylvia Goodwin                         |
| Grant Edward          | Hotelmanager                                |
| Maureen O'Shaughnessy | Kate Walenski                               |
| Deobia Oparei         | Treinpassagier                              |
| Marques Johnson       | Stationschef                                |
| Doug Scroope          | Bureau-agent                                |
| Cinzia Coassin        | Serveerster                                 |
| Tyson McCarthy        | Murdoch (10 jaar)                           |
| Luke Styles           | Murdoch (tiener)                            |
| Anthony Kierann       | Murdochs vader                              |
| Laura Keneally        | Murdochs moeder                             |
| Natalie Bollard       | Naakte vrouw                                |
| Eliot Paton           | Matthew Goodwin                             |
| Naomi van der Velden  | Jane Goodwin                                |
| Peter Callan          | Taxichauffeur                               |
| Mark Hedges           | Emma's minnaar                              |
| Darren Gilshenan      | Vingerafdrukagent                           |
| Ray Rizzo             | Politieman                                  |
| Bill Rutherford       | Brigadier                                   |
| Marin Mimica          | Hotellobby agent                            |
| Anthony Pace          | Jonge Karl Harris                           |
| Tony Mosley           | Bandlid                                     |
| Glenford O. Richards  | Bandlid                                     |
| Stanley Steer         | Bandlid                                     |
| Greg Tell             | Bandlid                                     |
| William Upjohn        | Forensisch agent                            |
| Anita Kelsey          | Emma Murdoch (zangstem) (in theatrical cut) |

## Achtergrond
Dark City is een vervreemdende, duistere film. Het is er altijd nacht, er heerst een onwerkelijke sfeer en de personages lijken net als de decors van bordkarton te zijn. De hele film ademt een film noir sfeer uit: rokerige beelden en een aankleding die doet denken aan de tijd vóór de Tweede Wereldoorlog.
Het personage Dr. Daniel P. Schreber (gespeeld door Kiefer Sutherland) heeft echt bestaan. Hij was een schizofrene man die zijn ervaringen met de ziekte heeft beschreven in zijn memoires uit 1903: Memoirs of My Nervous Illness. Zelfs Freud schreef over deze goed gedocumenteerde persoon.
De echte Schreber was een inspiratiebron voor de film, waarin een aantal duidelijke aspecten zitten die direct betrekking hebben op denkbeelden en fantasieën die worden toegeschreven aan lijders aan schizofrenie:
- John Murdoch is het slachtoffer van een samenzwering.
- Klokken zijn een centraal motief van de film.
- Buitenaardse wezens willen toegang tot Johns gedachten, ze hebben dit zelfs nodig om te kunnen overleven.
- De bewoners van Dark City nemen telkens andere identiteiten aan omdat er gesleuteld is aan hun herinneringen.
- Het valt John Murdoch op dat het altijd nacht is in Dark City.
- Murdoch is bang dat Schreber hem gek probeert te maken.
- Het menselijk ras heeft een nieuw leven voor zichzelf gecreëerd in de interstellaire ruimte, maar de mensen hebben geen herinneringen meer aan hun eerdere leven op aarde.